# René Fehr
René William Fehr (* 30. September 1945 in Zürich) ist ein Schweizer Cartoonist und Kunstmaler.
René Fehr absolvierte die Fachhochschule für Gestaltung in Zürich und machte dann die Ausbildung zum Grafiker. Er ist seit 1967 selbständiger Cartoonist und Kunstmaler. Seine Lieblingsthemen sind Gesellschaftskritik, Umweltschutz und Nonsens.
Er hat Ausstellungen im Inland und Ausland und veröffentlichte bisher 6 Bücher. René Fehr ist Gründungsmitglied des Art Directors Club Schweiz. Er hat einen Eintrag im Schweizer Lexikon 91. Fehr arbeitet langjährig für:
- Nebelspalter
- Schweizer Illustrierte
- Brückenbauer
- Tages-Anzeiger – Magazin (Das Fax von René Fehr)
- Schweizer Familie
- Capital
- Vorwärts